# 'Aïn Taïba
'Aïn Taïba är en oas i Algeriet. Den ligger i provinsen Ouargla, i den centrala delen av landet, 800 km söder om huvudstaden Alger. 'Aïn Taïba ligger 231 meter över havet.
Terrängen runt 'Aïn Taïba är platt.  Runt 'Aïn Taïba är det mycket glesbefolkat, med 2 invånare per kvadratkilometer. Det finns inga samhällen i närheten. Trakten runt 'Aïn Taïba är ofruktbar med lite eller ingen växtlighet.